# Shimadzu
A Shimadzu Corporation (japánul 株式会社島津製作所 [Kabusiki-gaisa Simadzu Szeiszakuso], Hepburn-átírással Kabushiki-gaisha Shimazu Seisakusho) egy Japán központú technológiai vállalat. Főleg labortechnikával és orvosi műszerekkel foglalkozik. A főkonszern, a Shimadzu Corporation Kiotóban található. A német Shimadzu Németország GmbH a Shimadzu Europe GmbH-hoz tartozik, székhelye Duisburgban van.

## Történet

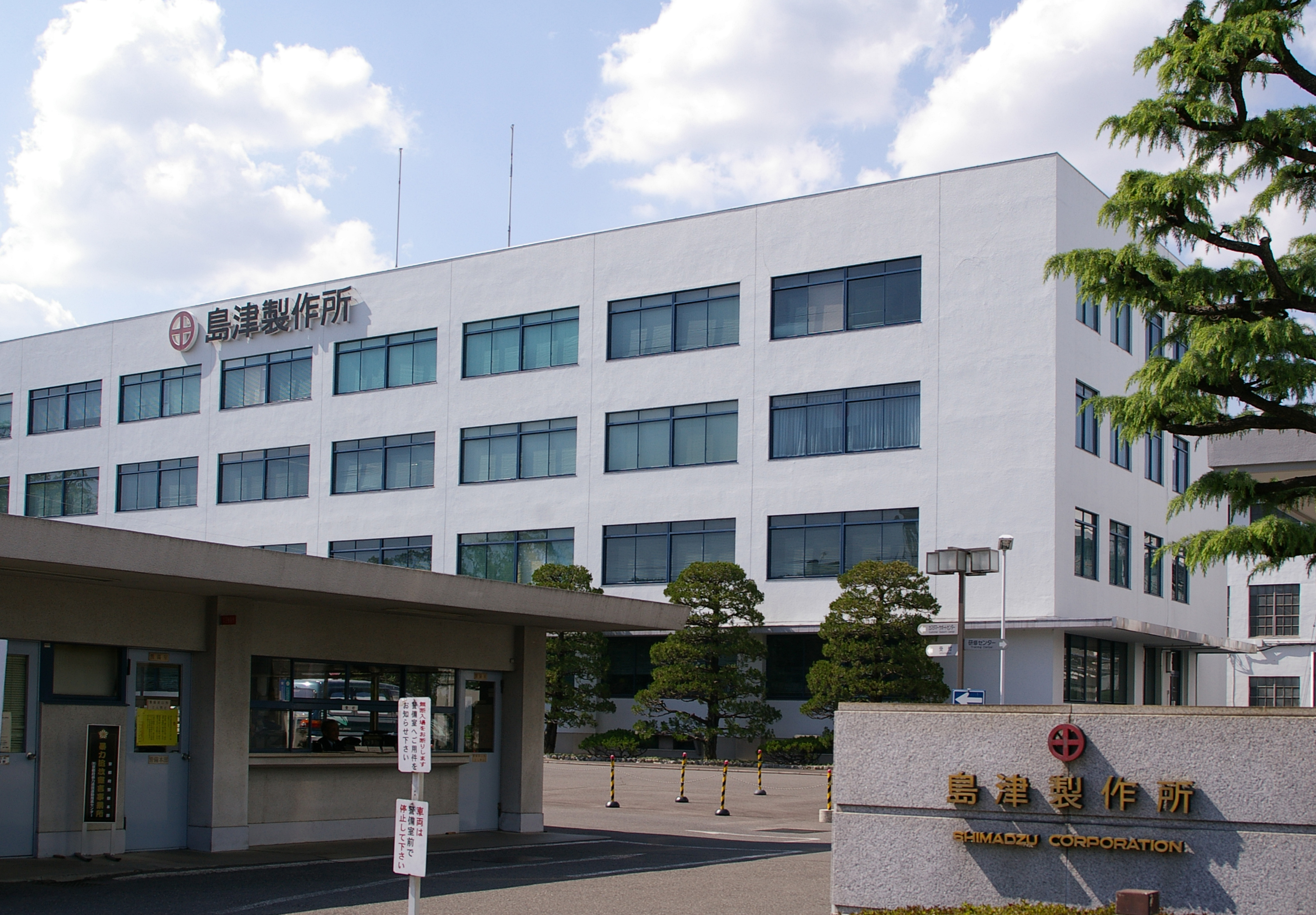
A Shimadzu konszern központja Kiotóban

A Shimadzu-t id. Genzo Simadzu alapította 1875-ben. Fia, ifj. Genzo Simadzu fejlesztette ki Japán első röntgenkészülékét, egy évvel az után, hogy Wilhelm Conrad Röntgen felfedezte az röntgensugarakat. 1968-óta a Shimadzu cég Németországban kémiai elemzésre és orvosi diagnosztikára használható készülékeket ad el. Tanaka Kóicsi, a vállalat egyik kutatója 2002-ben megkapta a kémiai Nobel-díjat.

## Honlap
- A Shimadzu Europa GmbH honlapja (angolul)

## Fordítás
Ez a szócikk részben vagy egészben  a   Shimadzu című német Wikipédia-szócikk fordításán alapul.  Az eredeti cikk szerkesztőit annak laptörténete sorolja fel. Ez a jelzés csupán a megfogalmazás eredetét és a szerzői jogokat jelzi, nem szolgál a cikkben szereplő információk forrásmegjelöléseként.